# Krzów
Krzów (niem. Stocknegen) – część wsi Jugów w Polsce, położona w województwie dolnośląskim, w powiecie kłodzkim, w gminie Nowa Ruda.

## Położenie
Krzów położony jest w Sudetach Środkowych, w szerokim siodle pomiędzy górą Goryczka a podnóżem głównego grzbietu Gór Sowich, między centrum Jugowa a Przygórzem.

## Podział administracyjny
W latach 1975–1998 Krzów administracyjnie należał do województwa wałbrzyskiego.

## Historia
Krzów powstał pod koniec XIX wieku jako kolonia Jugowa. Mieszkańcy głównie utrzymywali się głównie z pracy w kopalni Agnes, leżącej między Krzowem a Jugowem. Ze względu na położenie w gęsto zaludnionym rejonie miejscowość nie mogła się rozwinąć. W 1910 roku miejscowość liczyła 107 mieszkańców, w 1933 roku ich liczba wzrosła do 129. Po 1945 roku była to nadal niewielka osada, w 1978 roku było tu 16 gospodarstw, obecnie część z nich została opuszczona i rozebrana.